# Pfarrkirche Eschen

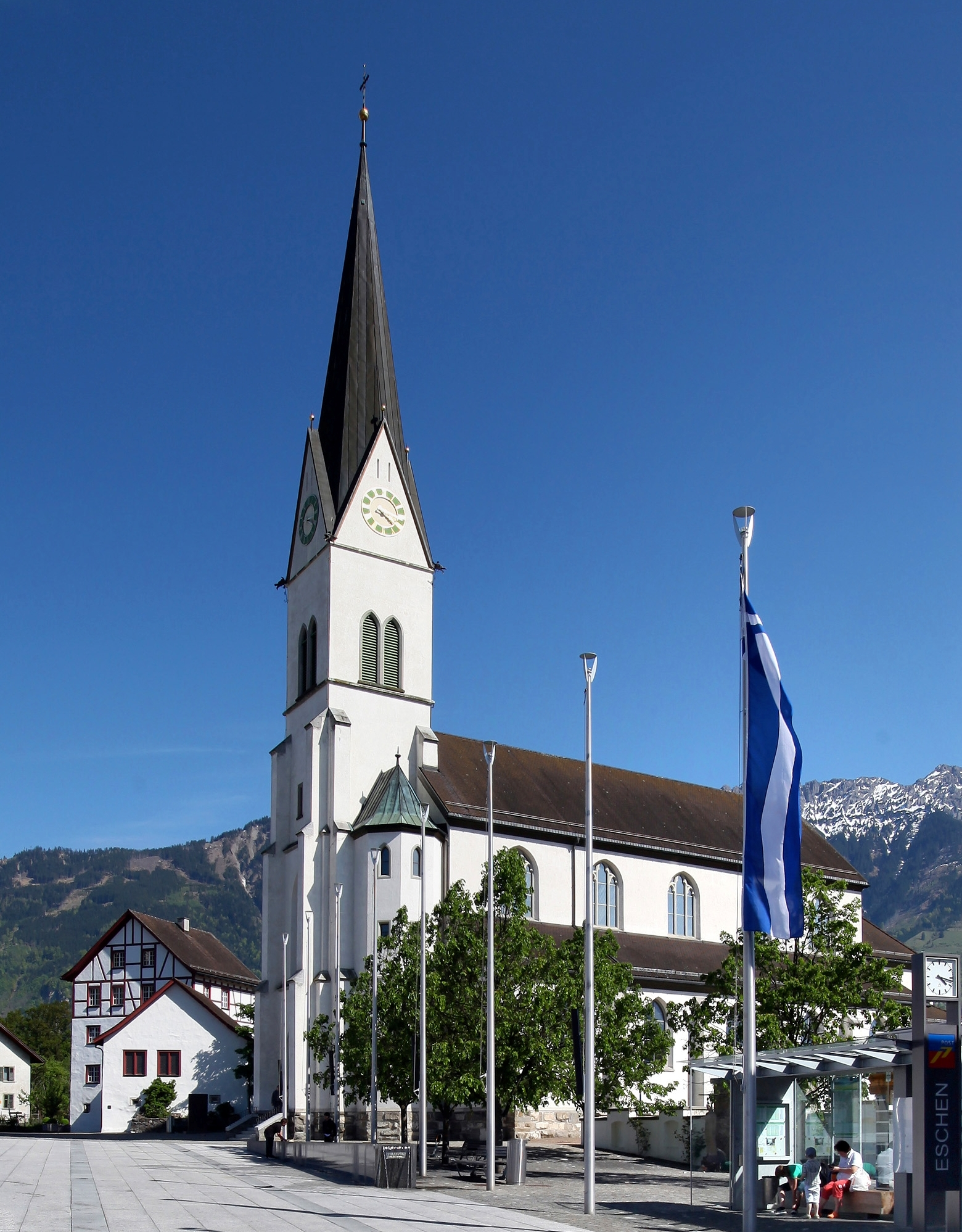
Pfarrkirche hl. Martin in Eschen

Die römisch-katholische Pfarrkirche Eschen steht in der Gemeinde Eschen im Unterland im Fürstentum Liechtenstein. Sie hat den heiligen Martin als Kirchenpatron und liegt im Erzbistum Vaduz.

## Geschichte
Auf Grund archäologischer Funde kann darauf geschlossen werden, dass bereits im 8. oder 9. Jahrhundert eine erste Steinkirche errichtet wurde. Im churrätischen Reichsgutsurbar wurde 842/43 erstmals eine eigenständige Kirche des Klosters Pfäfers erwähnt, dem die Pfarre bis zur Auflösung des Klosters im Jahr 1838 inkorporiert blieb.
1438 wurde die bestehende Kirche erweitert und 1439 um einen polygonal geschlossenen Chor erweitert. 1640 wurde die erweiterte Kirche sowie drei Altäre  geweiht. 1650 wurden die Künstler Erasmus Kern, Christoph Bademer und Bernhart Ganahl beauftragt, die Aufsätze des Hochaltars und des Bruderschaftsaltars zu gestalten. Im 18. Jahrhundert wurden weitere bauliche Veränderungen vorgenommen. 1821 erfolgte eine Innenrenovation, bevor das Kloster 1838 aufgelöst wurde.
1840 wurde die Kollatur dem Fürsten übergeben. Die ursprüngliche Steinkirche wurde 1894 abgebrochen. Sie wurde durch einen in den Jahren 1893 bis 1894 errichteten Neubau nach Plänen der Stuttgarter Architekten Hugo Battenmayer und Adolf Kleber errichtet. Die Pläne waren ursprünglich für ein nicht verwirklichtes Projekt in Rankweil (Vorarlberg, Österreich) vorgesehen. Die Kirche wurde im Jahr 1894 noch ohne Innenausstattung geweiht. 1895 wurden die Altäre dem hl. Martin, dem hl. Jakobus und dem hl. Rochus geweiht. 1898 erfolgte die Ausmalung des Kircheninnenraumes. Der nach 1893 verkaufte Hochaltar befindet sich seit 1931 in der Pfarrkirche von Grotenrath (Nordrhein-Westfalen, Deutschland).
1977 bis 1979 wurde die neugotische Kirche renoviert.

## Architektur und Ausstattung

### Äußeres
Die Kirche aus den 1890er Jahren wurde im neugotischen Stil errichtet und besteht aus einer gewölbten, dreischiffigen Anlage. Der Chor ist auf drei Seiten geschlossen und nach Süden hin orientiert. Der Frontturm steht an der Nordseite. Das Walmdach erhielt bei der Renovation in den 1970er Jahren einen Giebel mit Fenster von Hugo Marxer. Das Turmdach wurde zu einem achteckigen Turmhelm zwischen vier betonierten Ziergiebeln erhöht. Gleichzeitig wurde die Sakristei vergrössert. Das Kirchenschiff ist durch eine offene Dachkonstruktion geprägt, die Seitenschiffe erhielten Holzdecken.

### Inneres
Nach der Entfernung der historisierenden Schablonenmalerei des 19. Jahrhunderts im Kircheninneren wurde der Innenraum durch Georg Malin neu gestaltet. Er errichtete unter anderem einen neuen Altartisch und Taufbrunnen. Die neugotischen Altäre und den Kreuzweg aus der Werkstatt von August Valentin aus Brixen (Südtirol) verblieben in der Kirche. Der neue Volksaltar wurde 1979 geweiht.

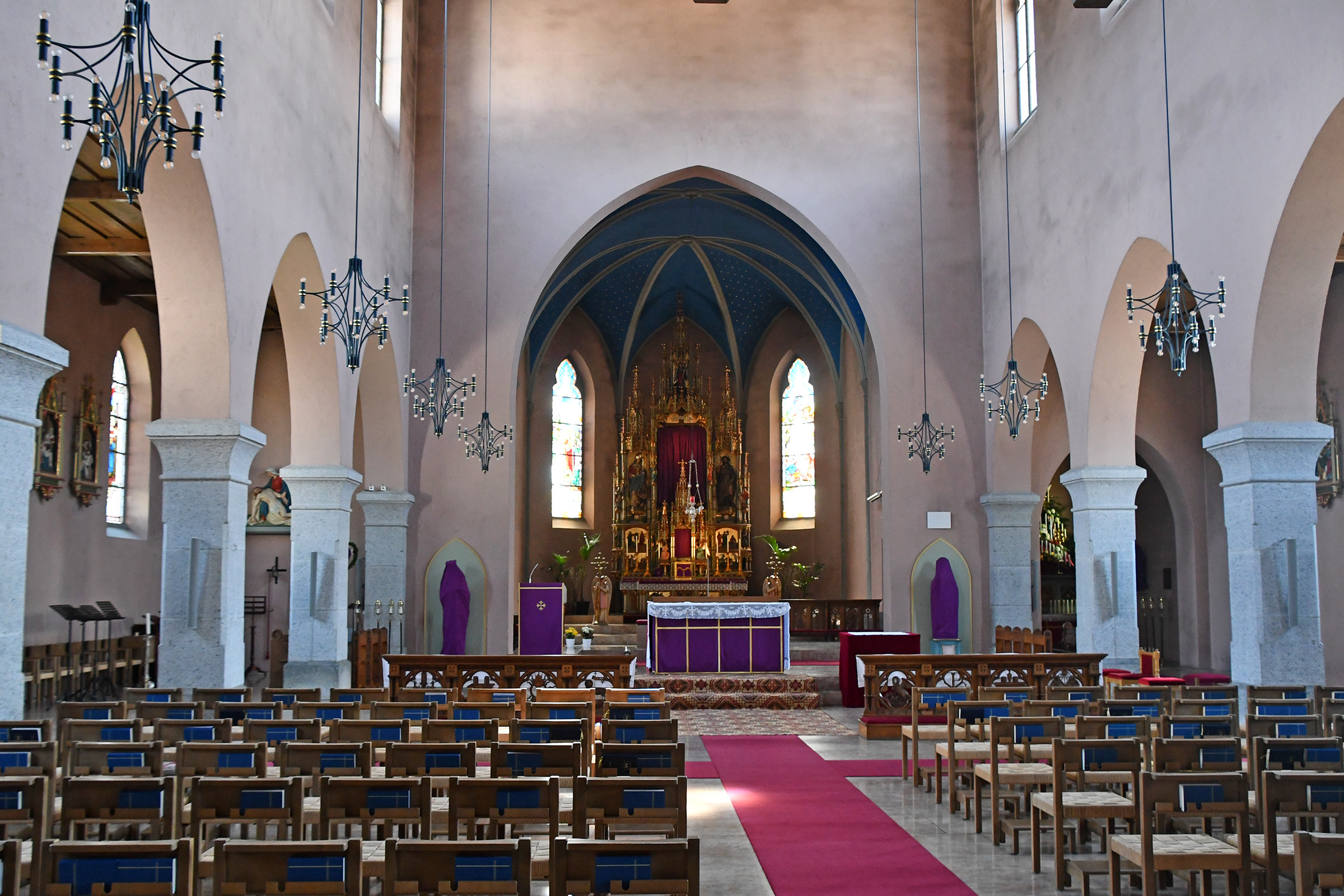
Innenansicht
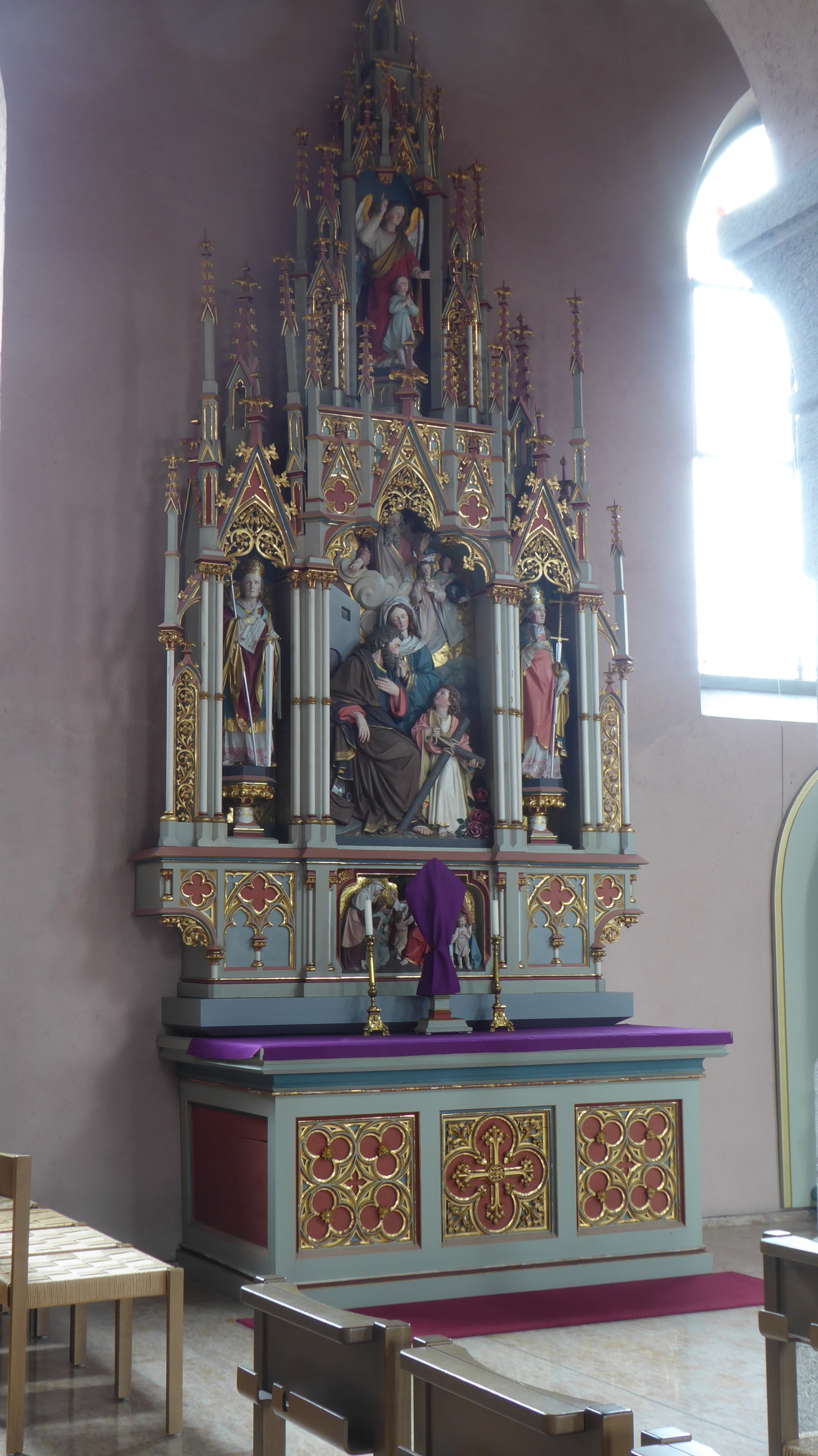
Seitenaltar links
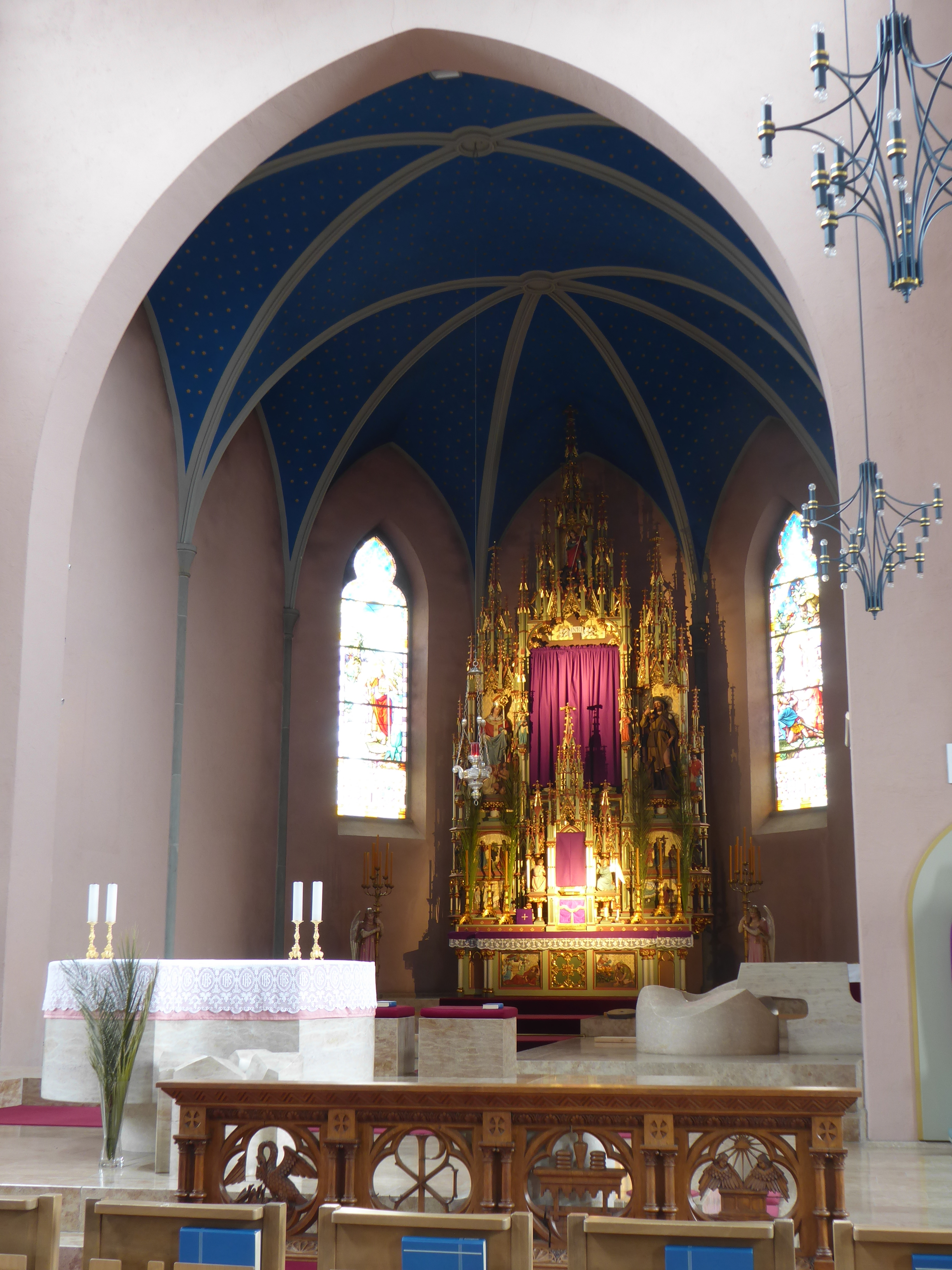
Chor mit Hochaltar
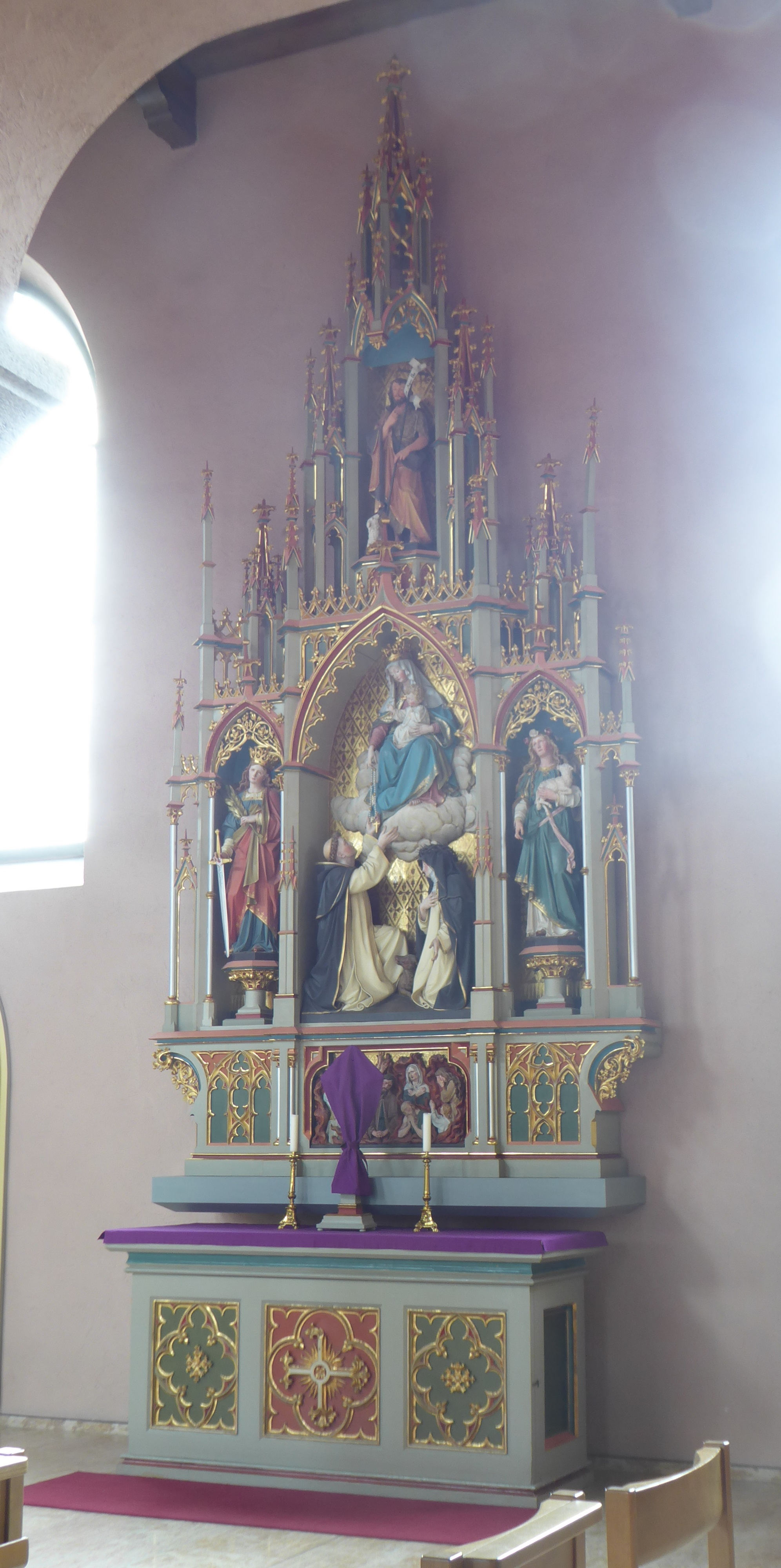
Seitenaltar rechts

### Orgel
Auf der Empore befindet sich eine Orgel, die 1980 von der deutschen Orgelbaufirma E. F. Walcker & Cie. gebaut und aufgestellt wurde. Sie verfügt über 37 Register auf drei Manualen und Pedal. Sie löste ein Vorgängerinstrument der Gebrüder Mayer aus Feldkirch von 1899 ab, das 1946/47 von der Firma Späth Orgelbau aus Rapperswil umgebaut und erweitert worden war.

### Glocken
Das fünfstimmige Glockengeläut wurde 1911 von der Glockengießerei Grassmayr (Feldkirch) gegossen, welche die drei Glocken aus der Vorgängerkirche in Zahlung nahm.
| Glocke | Widmung                                                | Gewicht | Schlagton |
| ------ | ------------------------------------------------------ | ------- | --------- |
| 1      | Hl. Herz Jesu, Hl. Johannes der Täufer und Hl. Wilhelm | 3031 kg | H°        |
| 2      | Hl. Mutter Gottes und Hl. Josef                        | 1424 kg | dis′      |
| 3      | Hl. Martin und Hl. Luzius                              | 854 kg  | fis′      |
| 4      | Hl. Michael und Hl. Agatha                             | 652 kg  | gis′      |
| 5      | Hl. Rochus und Schutzengel                             | 377 kg  | h′        |

## Nachweise
1. ↑  Orgelverzeichnis Schweiz und Liechtenstein: Orgelprofil Kath. Kirche Eschen FL, mit Disposition
2. ↑  Cornelia Herrmann: Die Kunstdenkmäler des Fürstentums Liechtenstein. Neue Ausgabe, Band 1: Das Unterland (= Die Kunstdenkmäler der Schweiz. Bd. 112). Gesellschaft für Schweizerische Kunstgeschichte GSK, Bern 2007, ISBN 978-3-9523760-0-3, S.  80